# Champlemy
Champlemy ist eine französische Gemeinde mit 326 Einwohnern (Stand: 1. Januar 2022) im Département Nièvre in der Region Bourgogne-Franche-Comté. Sie gehört zum Arrondissement Cosne-Cours-sur-Loire und zum Kanton La Charité-sur-Loire. Die Bewohner werden Champlemiens und Champlemiennes oder Champlemycois und Champlemycoises genannt.

## Nachbargemeinden
Champlemy liegt etwa 31 Kilometer nordnordöstlich von Nevers am Nièvre.
Nachbargemeinden von Champlemy sind Oudan im Norden, Varzy im Norden und Nordosten, Marcy im Nordosten, Corvol-d’Embernard im Osten, Chazeuil und Authiou im Südosten, Arzembouy und Saint-Bonnot im Süden, Dompierre-sur-Nièvre im Südwesten, Châteauneuf-Val-de-Bargis im Westen sowie Saint-Malo-en-Donziois im Westen und Nordwesten.
Champlemy liegt an der Via Lemovicensis, einem der vier historischen „Wege der Jakobspilger in Frankreich“. Im Gemeindegebiet liegt der Flugplatz Champlemy-Varzy.

## Bevölkerungsentwicklung
| Jahr                       | 1962 | 1968 | 1975 | 1982 | 1990 | 1999 | 2006 | 2011 | 2016 |
| Einwohner                  | 520  | 462  | 422  | 383  | 345  | 323  | 335  | 343  | 335  |
| Quellen: Cassini und INSEE |      |      |      |      |      |      |      |      |      |

## Sehenswürdigkeiten

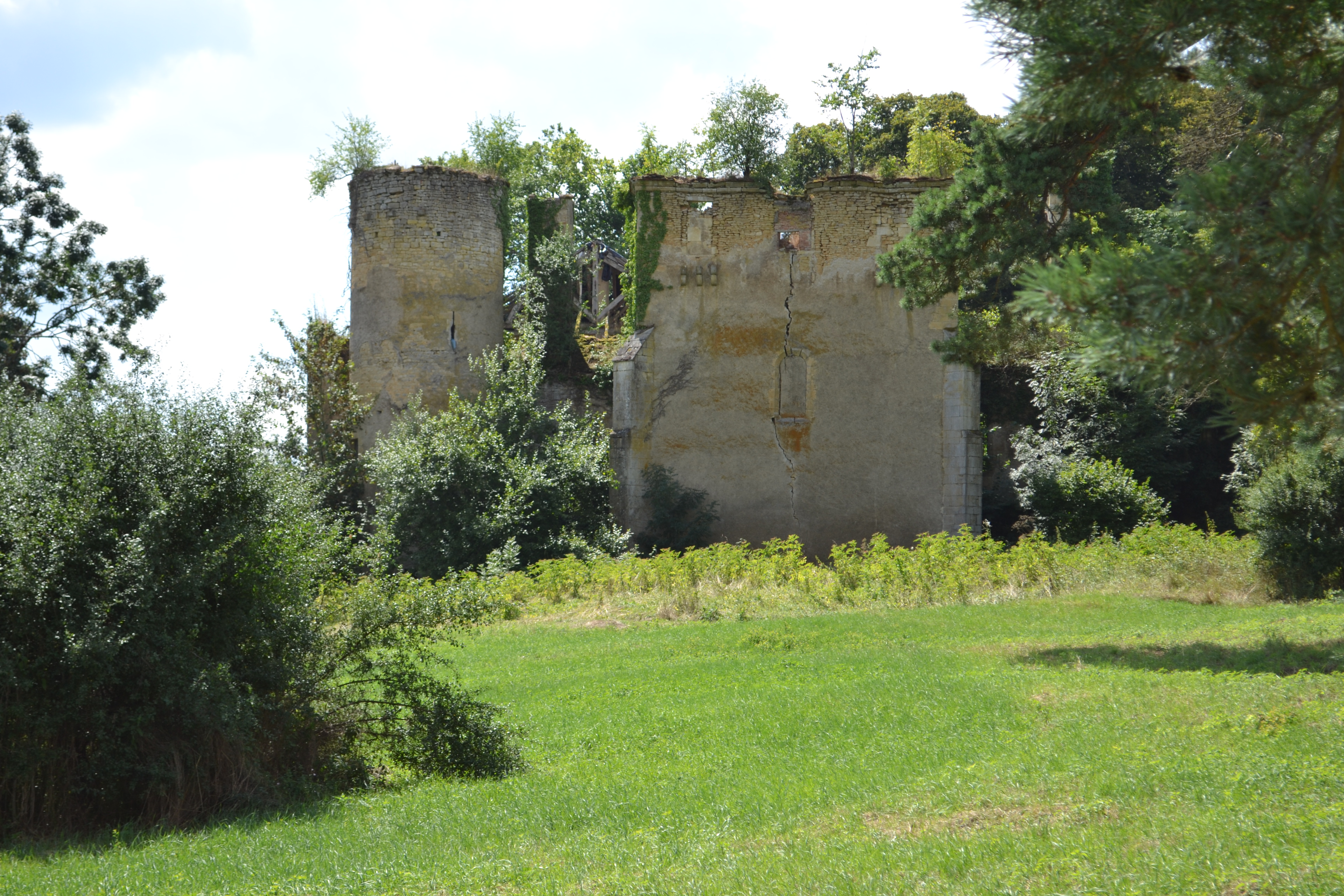
Burgruine Champlemy

- Kirche Saint Maurice
- Burgruine Champlemy

## Persönlichkeiten
- Philippe Gaucher (1854–1918), französischer Hautarzt (Entdecker des nach ihm benannten Morbus Gaucher), geboren in Champlemy